# Astilbe hachijoensis
Astilbe hachijoensis là một loài thực vật có hoa trong họ Saxifragaceae. Loài này được Nakai miêu tả khoa học đầu tiên năm 1919.